# Principio de objetividad material
El principio de objetividad material afirma que para un medio continuo cualquiera el estado tensional es independiente del sistema de coordenadas elegido para medirlo. Un material para el cual se cumple la última igualdad de invariancia se llama material objetivo.
El principio puede expresare matemáticamente para cualquier sólido deformable: si llamamos t(x,n) a la tensión en un punto x, medida según la normal n al plano π, entonces si R es cualquier matriz de una rotación alrededor del punto x debe cumplirse que:

{\displaystyle \mathbf {R} \cdot \mathbf {t} (x,\mathbf {n} )=\mathbf {t} (x,\mathbf {R} \cdot \mathbf {n} )}

Todos los materiales físicamente realistas deben cumplir el principio de objetividad material. Esta condición de objetividad material interviene como una de las premisas del teorema de Rivlin-Ericksen sobre ecuaciones constitutivas de materiales isótropos.
- Datos: Q5196404